# Рудольф Фіркушний
Рудольф Фіркушний (Czech: [Drudolf ˈfɪrkuʃniː]; 11 лютого 1912 — 19 липня 1994) — чеський американський класичний піаніст, який народився в Чехії.

## Життєпис
Рудольф Фіркушний народився в Моравському місті Napajedla, там почав музичну освіту з композиторами Леоша Яначека і Йозеф Сук і піаніст Вілем Курц. Згодом навчався у легендарних піаністів Альфреда Корто та Артура Шнабеля. Він почав виступати на континенті Європи в 20-х роках, а дебютував у Лондоні в 1933 році та Нью-Йорку в 1938 році. У 1939 році він утік від нацистів, до Парижа, згодом оселився в Нью-Йорку і врешті став громадянином США.
Фіркушний мав широкий репертуар і майстерно виконував твори Моцарта, Бетховена, Шуберта, Шумана, Шопена та Брамса, а також Мусоргського та Дебюссі. Став відомим завдяки виступам чеських композиторів Бедржиха Сметани, Антоніна Дворжака, Яначека та Богуслава Мартіна.
Фіркушний виступав за єдиний фортепіанний концерт Дворжака, який він грав із багатьма різними диригентами та оркестрами. Спочатку він виконав перероблену версію проте врешті-решт він повернувся до початкової оцінки Дворжака.
Фіркушний був відданим камерним гравцем, і серед його найвидатніших партнерів були віолончелісти П'єр Фурньє, Грегор Піатігорський, Янос Старкер і Лінн Харрелл ; скрипалі Натан Мілштейн та Еріка Моріні ; віоліст Вільям Примроуз ; та струнний квартет Джульярд.
Фіркушний викладав у Джуліардській школі в Нью-Йорку, а також в Аспені, штат Колорадо, у Беркширському музичному центрі в Танглвуді. Після падіння комуністичного уряду на його батьківщині (" оксамитова революція " 1989 р.) Фіркушний повернувся до Чехословаччини. Він грав лише два рази на Міжнародному музичному фестивалі «Празька весна», спочатку у 1946 році виконав фортепіанний концерт Дворжака, а в 1990 році — другий фортепіанний концерт Мартіна.
Відомий викладач фортепіано і критик Девід Дубал назвав Фіркушного «найвидатнішим чеським піаністом ХХ століття».
Фіркушні помер у штатсбурзі, штат Нью-Йорк, у 1994 р. У нього залишився син Ігор Фіркусний та дочка Вероніка Фіркусний Каллеґарі, випускниця Барнардського коледжу.
У 2012 році, що збігався зі 100-річчям з дня його народження, у Брно відбувся фестиваль академія музики та сценічного мистецтва, в якій взяли участь багато його колишніх випускників із Джуліардної школи. У 2013 році на Празькому весняному фестивалі було створено Фортепіанний фестиваль Рудольфа Фіркушного, який проводився у Празі.

## Дискографія
- Бетховен: Сонати No 8 до мінор, соч. 13 «Патетика»; No 14 до-різ мінор, op. 27 «Місячне світло»; No 21 до мажор, op. 53 «Вальдштейн»; No 30 E, Op. 109 (EMI)
- Бетховен: Концерт No 3 до мінор, соч. 37, з Нью-Йоркською філармонією / Гвідо Кантеллі (AS Disc)
- Бетховен: Концерт No 5 мі-бемоль мажор, соч. 73, з Пітсбургським симфонічним оркестром / Вільям Штейнберг (Decca)
- Бетховен: Соната No 3 мі-бемоль мажор, соч. 12, для скрипки та фортепіано; Моцарт: Соната до мажор, К. 296 для скрипки та фортепіано, з Ерікою Моріні, скрипка (Декка)
- Бетховен: Соната No 8 соль мажор, соч. 30, для скрипки та фортепіано
- Бенда: Соната No 9 (Vox)
- Брамс: Сонати No 1 фа-мінор, соч. 120, для альта та фортепіано; No 2 ми-бемоль, op. 120, для альта та фортепіано, з Вільямом Первоцвітом, альта (EMI)
- Брамс: Концерт No1 ре мінор, з Пітсбургським симфонічним оркестром / Вільям Стейнберг (EMI)
- Брамс: Фіркушний грає Брамса (EMI)
- Брамс: Соната No 3 ре мінор, ор. 108, для скрипки та фортепіано, з Ерікою Моріні, скрипка (Decca)
- Брамс: Сонати для віолончелі, ор. 38 і 99, з П'єром Фурньє, віолончель (Deutsche Grammophon)
- Шопен: Соната No 3 си-мінор, ор. 58, Ноктюрн мі-бемоль, Полонез до-мінор, Скерцо сі-бемоль мінор, Баркарола, Вальс до-мінор, Ноктюрн ре-бемоль, Великий вальс блискучий (EMI)
- Дебюссі Фіркушного. Капітолій.
- Дебюссі: Estampes (Сугано)
- Дуссек: Соната No 28 фа-мінор, ор. 77 «L'Invocation» (Vox)
- Дворжак: Концерт для фортепіано з оркестром соль мінор, соч. 33, з Чеською філармонією / Рафаель Кубелік (Мультисонік)
- Дворжак: Концерт для фортепіано з оркестром соль мінор, соч. 33, з оркестром Віденської державної опери / Ласло Шомоджі (Вестмінстер)
- Дворжак: Концерт для фортепіано з оркестром соль мінор, соч. 33, з Чеською філармонією, Вацлав Нойман (RCA)
- Дворжак: Фортепіанні квартети, Opp. 23 31 та 87, «Багатели», op. 47, зі струнним квартетом Джуліарда (CBS)
- Дворжак: Фортепіанні квінтети, з квартетом Ридж (RCA)
- Дворжак: Дворжак у Празі: святкування з Йо-Йо Ма, Іцаком Перлманом, Фредерікою фон Штаде, хором Празької філармонії, Бостонським симфонічним оркестром та Сейджі Одзавою (Sony)
- Франк: Симфонічні варіації, з Королівською філармонією / Клаус Пітер Флор (RCA)
- Гайдн: Сонати для фортепіано No 33 та 59 (Легенди BBC)
- Яначек: Концертіно для фортепіано, 2 скрипки, кларнет, фагот, валторна; Форпіано та духовий ансамбль «Капріччо» з Чеською філармонією / Вацлав Нойман (Супрафон)
- Яначек: Повні твори для фортепіано з симфонічним оркестром Баєріше Рундфанк / Рафаель Кубелік (Deutsche Grammophon)
- Мартін: Фортепіанний концерт № 2, з Чеською філармонією / Іржі Белолавек (Супрафон)
- Мартіно: Фортепіанні твори (RCA)
- Мартін: Фортепіанні концерти No 2, 3, 4, з Чеською філармонією / Лібор Пешек (RCA)
- Мартіно: Сонати для віолончелі 1,2 і 3, з угорцем віолончелістом Яношем Старкер (RCA, на студії BMG, Нью-Йорк, 1990)
- Мендельсон: Концерт для фортепіано з фортепіано No 1 соль мінор з симфонічним оркестром Люксембургського радіо / Луї Фромен (Vox)
- Моцарт: Фантазія до-мінор К. 475; Соната до мінор К. 396 (Колумбія)
- Моцарт: Фортепіанні концерти К. 271, К. 451, К. 456, К. 466, К. 491, К. 503, з SWF Sinfonie-Orchester Баден-Баден / Ернест Бур (Intercord)
- Моцарт: Концерт для фортепіано з фортепіано К.466, під керівництвом Кельнера Рундфунк-Сінфоніє-Оркестер / Гюнтер Жезлом
- Моцарт: Концерт для двох фортепіано Е-бемоль, К. 365; сонати для чотирьох рук та двох фортепіано, з Аланом Вайсом (Vox)
- Мусоргський : Зображення на виставці (Deutsche Grammophon Gesellschaft)
- Равель : 3 фортепіанних твори (Deutsche Grammophon Gesellschaft)
- Шуберт: Експромт, Opp. 90, 142 (Philips)
- Шуберт: Дрей Клав'єрцке, Д. 946 (Легенди ВВС)
- Шуберт: Соната си-бемоль мажор, Д. 960 (Легенди ВВС)
- Шуман: Фортепіанний концерт ля мінор, соч. 54, з Люксембургським симфонічним оркестром / Луї Фромент (Vox)
- Шуман: Davidsbündlertänze ; Симфонічні етюди ; Кіндерзенен (EMI)
- Сметана: Чеські танці (EMI)
- Сметана: Фантазія до мажор, соч. 17, Тріо соль мінор, Кауфманн Ван ден Бург (Колумбія)
- Томашек : Еклога (Vox)
- Воржішек: Експромт No 4, соч. 7 (Vox)

## Відеографія
- Дворжак у Празі: Святкування (1993), Kultur DVD, D4211, 2007

### Інтерв'ю
- Інтерв'ю Рудольфа Фіркусного Брюса Даффі, 2 листопада 1990 р
- Інтерв'ю Девіда Дубала з Рудольфом Фіркушним, WNCN-FM, 16 грудня 1983 р